# Mafumafu
Mafumafu (まふまふ), né le 18 octobre 1991, est un auteur, compositeur, interprète, parolier et youtubeur japonais.
Il est notamment connu pour ses reprises de nombreuses chansons japonaises, mais aussi pour avoir écrit ses propres chansons ou des chansons pour d'autres artistes. En mai 2024, l'artiste japonais totalise près de 3,5 millions d'abonnés sur la plateforme YouTube.

## Carrière et biographie
Mafumafu commence sa carrière en 2010, en tant que chanteur sur le site NicoNico Douga. En 2012, Mafumafu crée son premier album Yumeiro Signal. En 2014, Mafumafu et le chanteur Soraru sortent leur premier album, en tant que duo, After Rain Quest. Il se lance sur Youtube cette même année. En 2015, ils sortent un second album, ayant plus de succès que le précédent, aboutissant à la création du groupe After The Rain en 2016. L'album Crocrest Story, sorti en avril 2016 se classe deuxième sur le classement Oricon Weekly. En 2016, Mafumafu et Soraru donnent un concert au Ryogoku Kokugikan.
En janvier 2017, Mafumafu fait sa première tournée en solo Hikikomori Demo LIVE !. Dans ses musiques ou ses reprises, Mafumafu n'apparaît généralement pas. Son premier clip vidéo dans lequel il apparaît sort le 18 octobre 2020 et s'intitule Hitomodoki.
Mafumafu  a également écrit des chansons pour des anime, des publicités, des jeux ou pour d'autres artistes comme la chanteuse Ado, en plus d'avoir réalisé énormément de cover. En 2019, Mafumafu écrit, compose et interprète une chanson pour l'anime To the abandonned Sacred Beasts. Le 15 décembre de la même année, Mafumafu publie avec son duo After The Rain une chanson d'ouverture pour la série animée Pokémon intitulé 1, 2, 3.
Le 16 février 2020, Mafumafu est victime d'une syncope cardiovasculaire et perd connaissance dans le salon de son domicile. Le personnel qui lui rend visite ce jour-là le transporte d'urgence dans un établissement médical. Il reprend ses activités après quelques jours de repos.
En mars 2020, Mafumafu devait faire sa première représentation au Tokyo Dome, mais le spectacle est reporté au 5 mai 2021, à cause de la pandémie de Covid-19. Intitulé « Hikikomori demo LIVE shitai! Super Mafumafu World 2020~ », il est fait sans spectateurs.
Mafumafu annonce le 19 décembre 2021 qu'il participe à l'émission télévisée japonaise de chanson Kōhaku Uta Gassen pour sa 72e édition au Tokyo Dome, diffusée le 31 décembre de la même année.
Les 8 et 9 août 2025, il réalise deux concerts Gymnase olympique de Yoyogi, à Tokyo, intitulés « Hikikomori demo Utattemitai! ~Mafumafu no Utattemita LIVE2025 ». Lors de ces derniers, il reprend une vingtaine de titres populaires de la sphère Vocaloid, ou issus d'anime.

## Vie personnelle
Mafumafu se marie en décembre 2021 et divorce en juillet 2022. Il poursuit par la suite son ex-femme en justice. En juin 2022, il avait annoncé une pause dans ses activités afin de suivre un traitement médicamenteux, avant de déclarer en septembre de la même année avoir été victime de harcèlement pendant environ six mois, sans donner plus de détails.
L'affaire est révélée en janvier 2024 par le magazine féminin Josei Seven. À la suite de la publication de cet article, il rédige un post d'environ 5000 caractères sur son blog, dans lequel il s'excuse de ne pas avoir ouvertement communiqué autour de sa situation, et décrit la souffrance psychologique qu'elle lui a causé.